# Ryu Jun-yeol
Ryu Jun-yeol (født 25. september 1986 i Suwon, Sydkorea) er en koreansk skuespiller, bedst kendt for sin rolle som Kim Jung-hwan i Reply 1988.

## Udvalgt filmografi

### Film
- 2015: Socialphobia
- 2016: SORI: Voice from the Heart
- 2016: One Way Trip

### Tv-serier
- 2016: Lucky Romance
- 2015: The Producers
- 2015: Reply 1988